# تدين

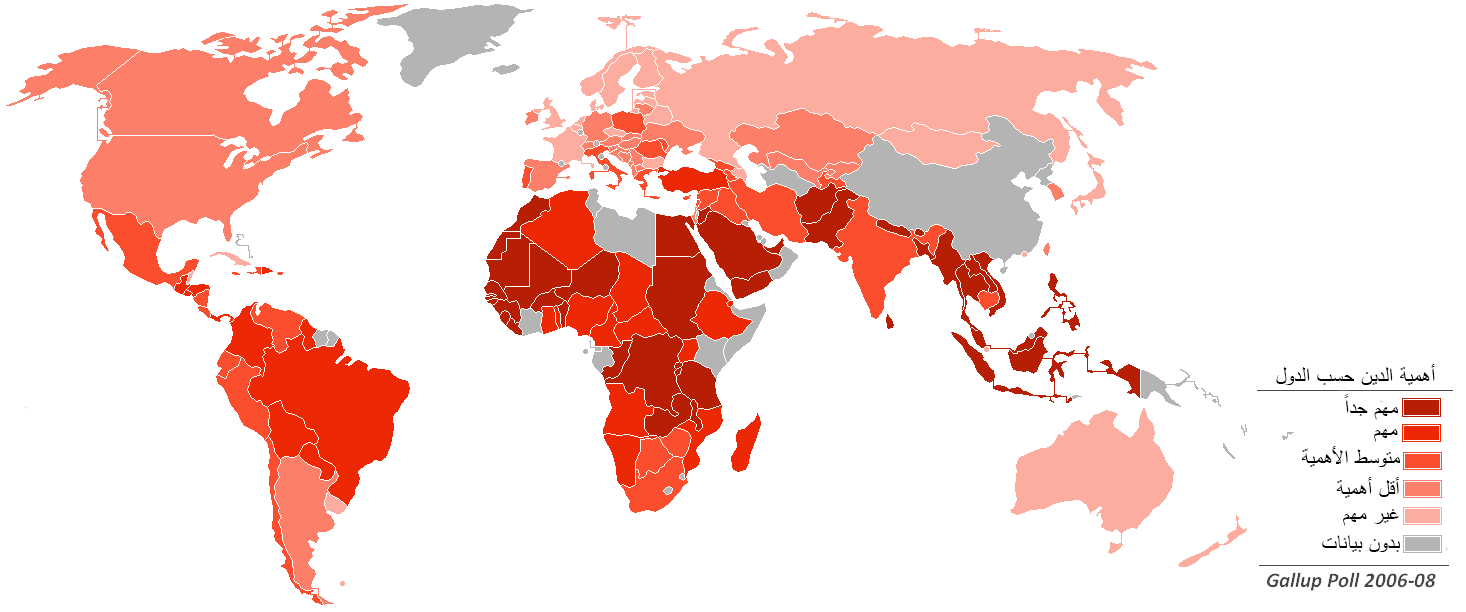

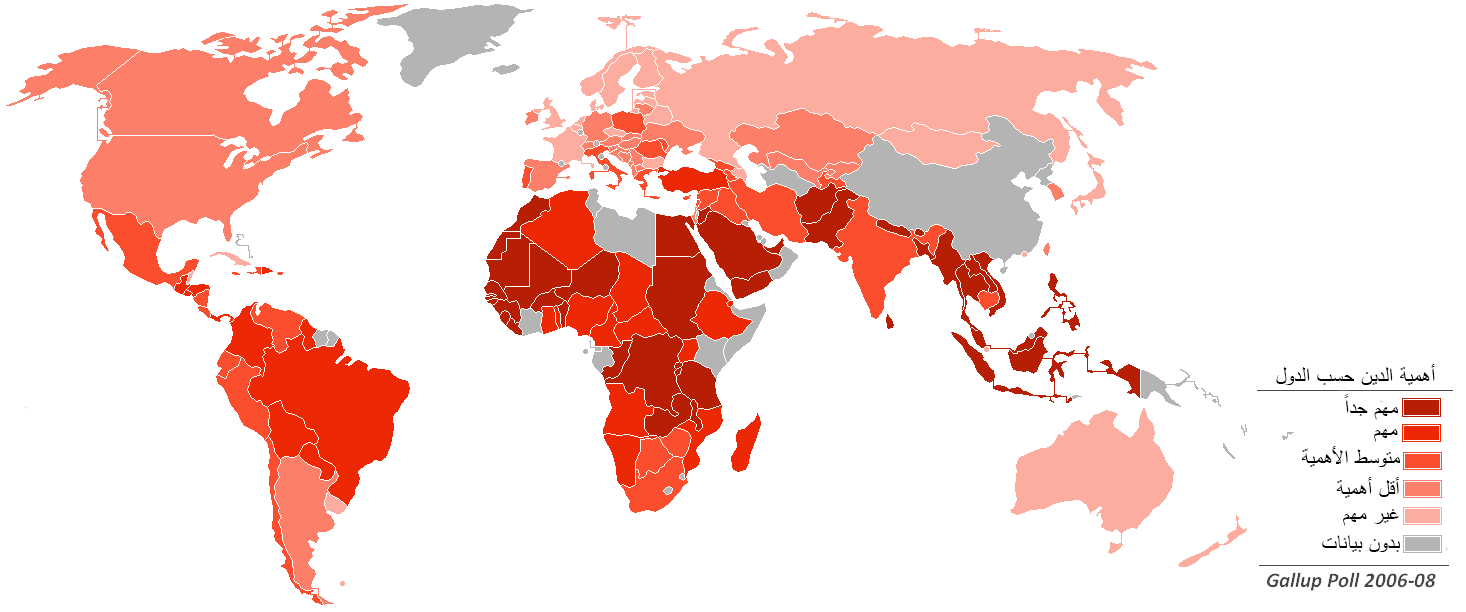

التدين هو أن يكون الشخص صاحب دين كمسلم أو مسيحي أو يهودي أو طاوي أو هندوسي. غير متدين هو مرادف للادينيين وهم الذين لا يؤمنون بالدين كالملحدين والربوبيين. الملتزم دينياً وهو الشخص المتدين الذي يلتزم بأحكام الدين الذي يتبعه. غير الملتزم هو المتدين الذي لا يلتزم بأحكام الدين الذي يتبعه أو يلتزم به بشكل جزئي.